# Onda
Pour les articles homonymes, voir Yoshie Onda, Onda Cero et ONDA.
Onda (en valencien et en castillan) est une commune d'Espagne de la province de Castellón dans la Communauté valencienne. Elle est située dans la comarque de Plana Baixa et dans la zone à prédominance linguistique valencienne.

## Géographie

Localisation d'Onda
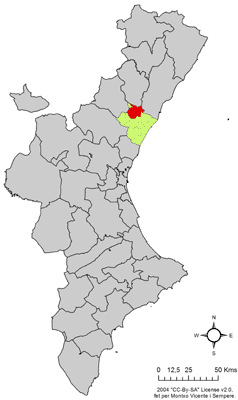
dans la Communauté valencienne.
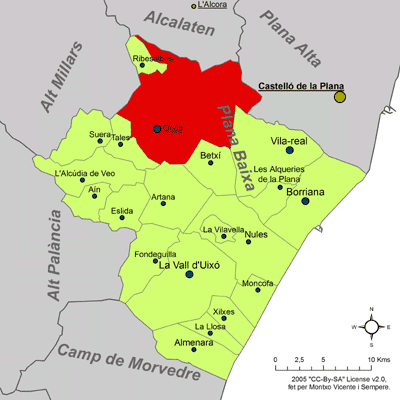
dans la comarque de Plana Baixa.

Le territoire municipal, qui avec ses 108,84 km² est un des plus grands de la province, est situé à l'intérieur, à seulement quelque 20 km de la côte, dans la zone intermédiaire entre la sierra d'Espadan et la plaine de La Plana, que s'étend jusqu'à la mer Méditerranée. Cette situation a converti Onda en un point stratégique naturel pour entrer dans la sierra d'Espadán depuis la côte, ce qui a conditionné l'histoire de Onda et permet de comprendre l'importance du rôle qu'a joué son château.
Deux rivières traversent Onda, la rivière Mijares, au nord et éloignée du centre, et la rivière Sonella, au sud et bordant l'agglomération. Le barrage du Sichar, construit dans le lit de la rivière Mijares, se trouve également dans le territoire municipal.
Le sommet le plus haut est le Montí, avec 608 m. Une colline de 284 m, sur le sommet de laquelle se trouve le château, domine la ville.
Le paysage est façonné par la présence de la forêt méditerranéenne (pins, yeuses, chênes-lièges et quelques arbousiers), caroubiers, oliviers, amandiers et, surtout, des agrumes, spécialement des orangers, pour la culture desquels on consacre de larges surfaces du territoire municipal.

### Quartiers et districts ruraux (pedanías)
La majorité de la population se concentre dans le centre urbain, mais Onda possède un district rural (pedanía), Artesa, situé à 4 km, en direction de Tales.
Il existe divers quartiers (Tosalet, Monteblanco, El Colador, El Racholar de Matilda et Nueva Onda) situés à la périphérie du centre urbain et un peu séparés de lui.

### Communes voisines
Onda est voisine des communes de L'Alcora, Castellón de la Plana, Almassora, Vila-real, Betxí, Artana, Tales et Fanzara.

## Démographie
| Evolution 1900 - 2005 (Référence INE) | Evolution 1900 - 2005 (Référence INE) | Evolution 1900 - 2005 (Référence INE) | Evolution 1900 - 2005 (Référence INE) | Evolution 1900 - 2005 (Référence INE) | Evolution 1900 - 2005 (Référence INE) | Evolution 1900 - 2005 (Référence INE) |
| ------------------------------------- | ------------------------------------- | ------------------------------------- | ------------------------------------- | ------------------------------------- | ------------------------------------- | ------------------------------------- |
| Année                                 | 1900                                  | 1910                                  | 1920                                  | 1930                                  | 1940                                  | 1950                                  |
| Total hab.                            | 6.595                                 | 7.027                                 | 6.631                                 | 7.472                                 | 7.304                                 | 8.696                                 |
| Année                                 | 1960                                  | 1970                                  | 1981                                  | 1990                                  | 2000                                  | 2005                                  |
| Total hab.                            | 12.414                                | 15.131                                | 17.363                                | 18.351                                | 19.303                                | 22.281                                |

La population de Onda a connu deux augmentations importantes depuis 1900. La population a pratiquement doublé depuis les années 1950 en raison de l'arrivée d'immigrants majoritairement originaires du sud de l'Espagne (principalement Murcie, Andalousie et Albacete). Depuis l'an 2000 environ, un nouveau boom démographique a lieu, de nouveau causé par une immigration, mais cette fois plutôt d'origine de Roumanie, du Maghreb et d'Amérique du Sud
| 1990   | 1992   | 1994   | 1996   | 1998   | 2000   | 2002   | 2004   | 2005   |
| ------ | ------ | ------ | ------ | ------ | ------ | ------ | ------ | ------ |
| 18.351 | 18.047 | 18.633 | 18.680 | 18.909 | 19.303 | 20.326 | 21.566 | 22.281 |

## Administration
Liste des maires, depuis les premières élections démocratiques.
| Législature | Nom du maire                                                       | Parti politique               |
| ----------- | ------------------------------------------------------------------ | ----------------------------- |
| 1979-1983   | Vicente Martí Gimeno                                               | Coalition indépendante        |
| 1983-1987   | Antonio M. Isert Carda (remplacé en 1985 par Vicente Martí Gimeno) | A.P. (Coalition indépendante) |
| 1987-1991   | Enrique Navarro Andreu                                             | PSPV-PSOE                     |
| 1991-1995   | Enrique Navarro Andreu                                             | PSPV-PSOE                     |
| 1995-1999   | Enrique Navarro Andreu                                             | PSPV-PSOE                     |
| 1999-2003   | Enrique Navarro Andreu                                             | PSPV-PSOE                     |
| 2003-2007   | Enrique Navarro Andreu                                             | PSPV-PSOE                     |
| 2007-2011   | Enrique Navarro Andreu                                             | PSPV-PSOE                     |
| 2011-2015   | Salvador Ramos Aguilella                                           | PP                            |

## Économie
Les principales activités économiques de Onda sont :
- Les industries du secteur céramique. La fabrication de carreaux et pavements, qui sont exportés dans tout le monde, est le principal moteur de l'économie ondense.
- La culture des agrumes.

## Personnalités
- Victor Cabedo (1989-2012), coureur cycliste

## Jumelages
- Montendre (France)
- Fiorano Modenese (Italie)

### Sources
- (es) Cet article est partiellement ou en totalité issu de l’article de Wikipédia en espagnol intitulé « Onda (Castellón) » (voir la liste des auteurs).